# Lierderdrift
Lierderdrift is een straat in Beekbergen. De straat is 0,6 kilometer lang. De Lierderdrift start op de Loenenseweg en eindigt op de Hulhorstweg. De straat is ook het begin van de Zomeroord, een straat.

## Schapendrift
De enk bij Beekbergen en Lieren was vroeger omgeven door een wildwal. Deze met hakhout en doornige struiken beplante verhoging was aangelegd om de in cultuur gebrachte velden af te scheiden van de woeste gronden. Om schaapskuddes in de gelegenheid te stellen de heidevelden te bereiken was er bij Lieren een opening in de wal, de Lierderdrift. De straat is dus oorspronkelijk een schapendrift.